# 佐世保警察署
佐世保警察署（させぼけいさつしょ, Sasebo Police Station）は、長崎県警察が設置している警察署の一つである。警察署長の階級は警視正。
庁舎の老朽化により、佐世保市花園町10番19号の佐世保市民会館跡地に新庁舎が建設される（2027年度（令和9年）に完成予定）。また、相浦警察署との統合が行われる予定である。

## 所在地
- 長崎県佐世保市天満町4番18号
  - 地図を表示

## 管轄区域
- 佐世保市の中心部で、以下の地域にほぼ相当する地域。
  - 市役所本庁管内
  - 大野支所管内
  - 日宇支所管内
  - 柚木支所管内

## 沿革

### 明治
- 1888年（明治21年）4月 - 長崎県警察本部大村警察署佐世保分署を設置。
- 1896年（明治29年）6月6日 - 分署より昇格して佐世保警察署となる。

### 昭和
- 1931年（昭和6年）6月 - 現在地に移転。
- 1945年（昭和20年）
  - 6月21日 - 長崎県警備隊第二小隊が佐世保分駐隊として市内に移駐し、佐世保警察署長の指揮下に入る。
  - 6月29日 - 佐世保大空襲を受け、市内中心部に大きな被害を受ける。佐世保警察署も被災。
- 1948年（昭和23年）3月 - 佐世保市警察佐世保市警察署（自治体警察）が発足。
- 1954年（昭和29年）7月1日 - 前日限りで佐世保市警察署を廃止、この日から長崎県警察佐世保警察署（現在名）として発足。
- 1968年（昭和43年）1月19日 - 米海軍空母エンタープライズが佐世保港に寄港、エンタープライズ寄港阻止佐世保闘争事件が発生。
- 1971年（昭和46年）8月31日 - 現庁舎落成。

### 平成
- 2006年（平成18年）4月1日 - 市町村合併に伴い管轄区域を変更、同時に交番・駐在所の統廃合を行う。
  - 大野地区、柚木地区が相浦警察署から移管される。

## 内部組織[3]
- 警務課
  - 警務係
- 留置管理課
  - 留置係
  - 看守第一係
  - 看守第二係
  - 看守第三係
- 会計課
  - 会計係
- 生活安全課
  - 生活安全第一係
  - 生活安全第二係
  - 生活安全捜査係
- 地域課
  - 企画指導係
  - 地域第一係
  - 地域第二係
  - 地域第三係
- 捜査支援課
  - 捜査支援係
- 刑事第一課
  - 庶務係
  - 強行犯係
  - 盗犯係
  - 鑑識係
- 刑事第ニ課
  - 庶務係
  - 知能犯係
  - 組織犯罪対策係
- 交通課
  - 交通総務係
  - 交通指導係
  - 交通捜査係
  - 交通特命捜査係
  - 交通規制係
  - 交通管制係
- 警備課
  - 警備第一係
  - 警備第二係
  - 警備第三係
- 外事課
  - 外事第一係
  - 外事第二係
  - 外事第三係

## 交番
（　　）は読み仮名と所在地を表す。
- 交番数 - 8 
  - 佐世保駅前交番（させぼえきまえ、佐世保市三浦町21番29号、北緯33度9分48.5秒 東経129度43分35.4秒）
  - 大野交番（おおの、佐世保市瀬戸越2丁目18番4号、北緯33度12分31.1秒 東経129度44分1.1秒）
  - 京町交番（きょうまち、佐世保市下京町6番12号、北緯33度10分7.9秒 東経129度43分20秒）
  - 小島町交番（こじまちょう、佐世保市小島町132番地、北緯33度10分2.7秒 東経129度42分0.6秒）
  - 天神町交番（てんじんちょう、佐世保市天神5丁目10番23号、北緯33度8分41.7秒 東経129度44分18.4秒）
  - 日宇交番（ひう、佐世保市日宇町573番地、北緯33度9分27.9秒 東経129度45分24.8秒）

- 旧大和町交番（やまとちょう、佐世保市大和町413番地）が2008年（平成20年）に移転の上、名称変更。
  - 宮田交番（みやた、佐世保市宮田町4番5号、北緯33度11分7.7秒 東経129度43分7.1秒）

- 旧松浦交番（まつうら、佐世保市宮地町1番9号）が2009年（平成21年）に移転の上、名称変更。
  - 須田尾交番（すだお、佐世保市須田尾町336番5号、北緯33度9分58.5秒 東経129度44分13.1秒）

- 旧藤原交番（ふじわら、佐世保市藤原町12番20号）が2009年（平成21年）に移転の上、名称変更。

## 駐在所
- 駐在所数 - 2 
  - 船越警察官駐在所（ふなこし、佐世保市下船越町68番地7、北緯33度8分12.6秒 東経129度41分55.6秒）

- 旧船越町警察官駐在所（佐世保市船越町1010番地）が2008年（平成20年）に移転の上、名称変更（「町」を取る）。
  - 柚木町警察官駐在所（ゆのきちょう、佐世保市柚木町1959番地、北緯33度12分36.4秒 東経129度45分48.2秒）

## 鉄道警察隊
- 鉄道警察隊佐世保分駐隊（佐世保市三浦町21番27号、北緯33度9分47秒 東経129度43分37.1秒）

## 派出所
- 佐世保水上警備派出所（佐世保市新港町8番1号、北緯33度9分48.8秒 東経129度43分20.2秒）

## 警備艇
- ゆみはり 長10 （13.27t）
- はやて （1.00t）

## 廃止された交番・駐在所
（　）は読み、所在地だった場所。- は廃止後に所管区が移された交番・駐在所を表す。
- 2006年（平成18年）
  - 春日町交番（かすがちょう、春日町22番17号）- 大野交番
  - 城山町交番（しろやまちょう、城山町4番12号）- 松浦交番 - 宮田交番
  - 高天交番（こうてん、勝富町1番3号）- 京町交番
  - 稲荷交番（いなり、福石町25番3号）- 佐世保駅前交番
  - 水上交番（すいじょう?／みずかみ? 新港町88番地3）- 京町交番
  - 赤崎町警察官駐在所（あかさきまち、赤崎町631番地2）- 小島町交番
  - 庵浦町警察官駐在所（いおのうらちょう、庵浦町1060番地）- 船越町警察官駐在所 - 船越警察官駐在所
  - 東浜町警察官駐在所（ひがしはまちょう、東浜町654番地）- 天神町交番
  - 山祇町警察官駐在所（やまずみちょう、山祇町19番10号）- 藤原交番 - 須田尾交番
- 2007年（平成19年）
  - 黒髪町駐在所（くろかみまち、黒髪町32番12号）- 大和町交番 - 日宇交番